# Varjakka
Varjakka är en udde i Finland. Den ligger i Oulunsalo och landskapet Norra Österbotten, i den centrala delen av landet, 500 km norr om huvudstaden Helsingfors.
Terrängen inåt land är mycket platt. Havet är nära Varjakka åt nordost. Runt Varjakka är det ganska tätbefolkat, med 54 invånare per kvadratkilometer. Närmaste större samhälle är Uleåborg, 7,1 km nordost om Varjakka. I omgivningarna runt Varjakka växer i huvudsak blandskog.